# Bowman Island (Antarktika)
Bowman Island ist eine eisbedeckte Insel vor der Knox-Küste des ostantarktischen Wilkeslands. Sie liegt 40 km nordöstlich des Kap Elliott im nordöstlichen Teil des Shackleton-Schelfeises, welches die Insel teilweise umgibt. Die Insel ist 39 km lang, 3 bis 9 km breit und nimmt dabei die Form einer Acht an. Die Flächenausdehnung beträgt 236,2 km².
Teilnehmer der British Australian and New Zealand Antarctic Research Expedition (BANZARE) unter der Leitung des australischen Polarforschers Douglas Mawson entdeckten sie am 28. Januar 1931. Mawson benannte die Insel nach dem US-amerikanischen Geographen Isaiah Bowman, Präsident der American Geographical Society von 1919 bis 1935.